# Räpäslaki
Räpäslaki är en kulle i Finland.   Den ligger i den ekonomiska regionen  Fjäll-Lappland  och landskapet Lappland, i den norra delen av landet, 800 km norr om huvudstaden Helsingfors. Toppen på Räpäslaki är 279 meter över havet.
Terrängen runt Räpäslaki är platt österut, men västerut är den kuperad.  Trakten runt Räpäslaki är nära nog obefolkad, med mindre än två invånare per kvadratkilometer.